# .22 Winchester Magnum

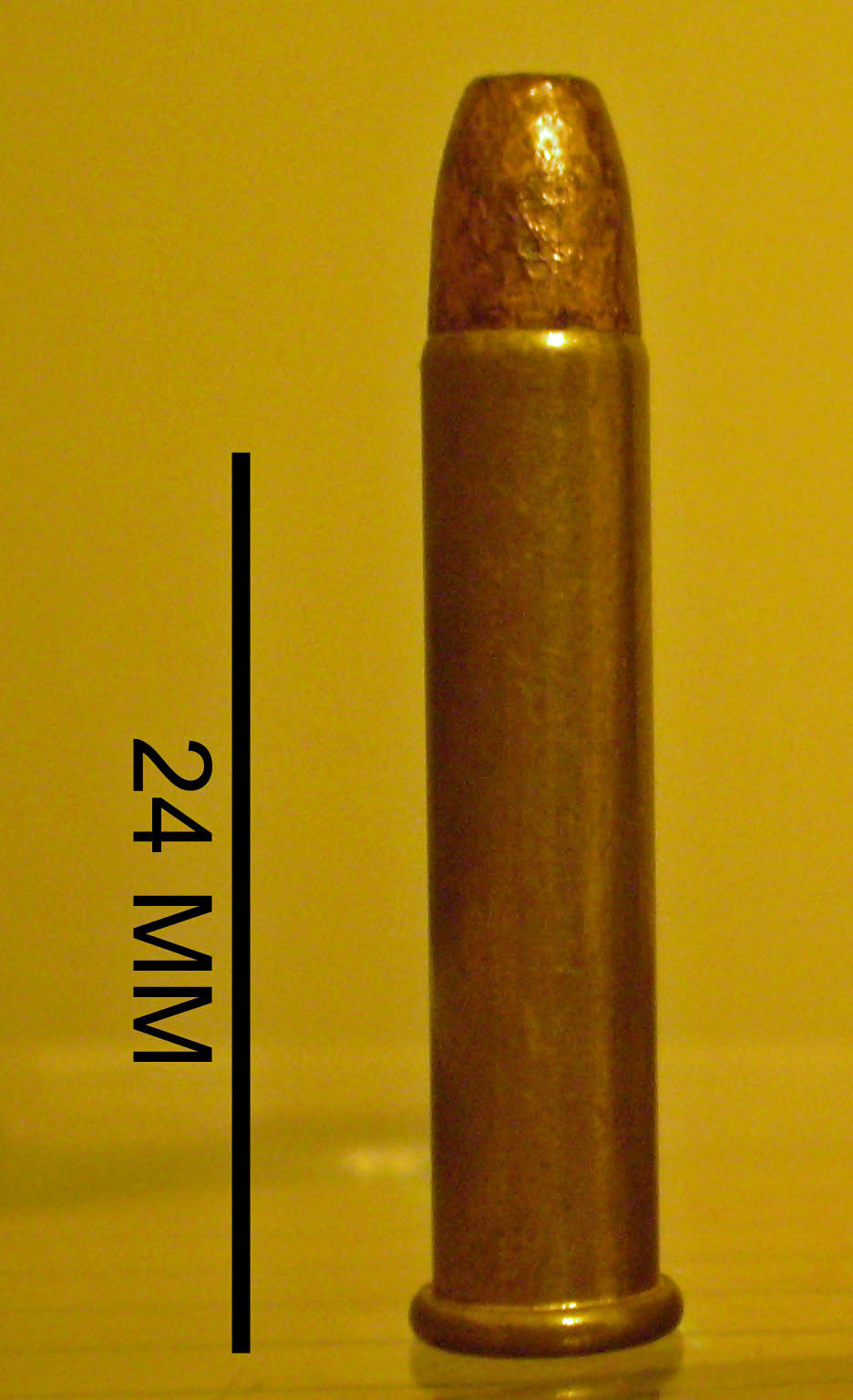
Bild på en .22 Winchester Magnum

.22 Winchester Magnum Rimfire är en klass 3-kaliber som används för att jaga småvilt. Kulans diameter är .224 (5,7 mm) och beteckningen är .22 WMR i Amerika och 5,6 × 26 mm R i Europa. R i den europeiska beteckningen betyder att patronen har en fläns i botten i stället för ett utdragarspår.